# Harvest (Alabama)
Harvest est un census-designated place situé dans l’État américain de l'Alabama, dans le comté de Madison (Alabama).

## Démographie
| 1990  | 2000  | 2010  | - | - | - |
| ----- | ----- | ----- | - | - | - |
| 1 922 | 3 054 | 5 281 | - | - | - |